# Соммерфельт, Сёрен Кристиан
Сёрен Кристиан Соммерфельт (норв. Søren Christian Sommerfelt; 1794—1838) — норвежский ботаник и миколог, специалист по тайнобрачным растениям.

## Биография
Сёрен Кристиан Соммерфельт родился 9 апреля 1794 года в деревне Суккестад в Оппланне. Учился богословию в Копенгагенском университете в 1812 году. В 1817 году стал кандидатом теологии (candidatus theologiæ) в Кристиании (ныне — Осло). В 1818 году Соммерфельт стал викарием в Салтдале, в 1824 стал священником в Аскере, а в 1827 — в Рингебу. В 1826 году Соммерфельт издал дополнение к книге Йёрана Валенберга, Supplementum Flora lapponicae. В 1827 году он написал книгу Physisk-oeconomisk beskrivelse over Saltdalen. Ещё через год была издана работа Bemærkninger på en botanisk excursion til Bergens Stift. Соммерфельт умер 28 декабря (по другим данным — 23 или 29 декабря) 1838 года в Рингебу.

## Некоторые научные работы
- Sommerfelt, S.C. (1826). Supplementum Flora lapponicae quam editit Dr. Georgius Wahlenberg auctore Sev. Christiano Sommerfelt. 332 pp.

## Роды и некоторые виды, названные в честь С. Х. Соммерфельта
- Sommerfeldtia Schumach., 1827, nom. illeg. [syn.  Machaerium Pers., 1807]
- Sommerfeltia Flörke ex Sommerf., 1827, nom. rej. [syn.  Solorina Ach., 1808]
- Sommerfeltia Less., 1832, nom. cons.
- Cortinarius sommerfeltii Høil., 1984
- Hieracium sommerfeltii Lindeb., 1872
- Uromyces sommerfeltii Hyl., Jørst. & Nannf., 1953